# Воган, Дэвид
Дэвид Воган (17 мая 1924 — 27 октября 2017 года) американский историк, критик и архивист танцевального искусства. С 1976 года он был архивариусом труппы Мерса Каннингема до самого ее расформирования в 2012 году.
За свою долгую карьеру Воган был танцором, хореографом, актером и певцом, он выступал в Лондоне, Париже и Нью-Йорке, и был знаменит как на Бродвее, так и за его пределами. Он выступал в региональных театрах, колесив с гастролями по США, а также принимал участие в кабаре, на телевидении и в кино. Балетная хореография Воана была использована в фильме Стэнли Кубрика 1955 года «Поцелуй убийцы». В фильме танцевала жена Кубрика в то время, балерина Рут Соботка. Он работал с труппами современного танца и балета.

## Жизнь и карьера
Воган родился в Лондоне в семье Альберта, секретаря Британской ассоциации производителей линолеума, и Ады Роуз (в девичестве Старкс). Он учился а Оксфорде, а танцами начал заниматься только в 23 года.
В 1950 году в возрасте 26 лет Воган переехал из Лондона в Нью-Йорк по стипендии на обучение в школе американского балета. Здесь он впервые встретился с Мерсом Каннингемом, который некоторое время преподавал в школе. В середине 1950-х годов Воган стал учиться у Каннингема, а потом стал оплачиваемым секретарем студии, которую открыл Каннингем. Вместе они работали в разных штатах Америки. В конце 1950-х Воган стал собирать танцевальные артефакты, что положило начало интереса к сбору документации для создания хронологии работ Каннингема. В 1976 году его официально сделали архивариусом компании при содействии гранта Национального фонда искусств. Он был первым штатным архивариусом американской танцевальной труппы. Он занимал эту должность до расформирования компании «Merce Cunningham Company» в 2012 году, которое произошло после смерти Каннингема в 2009. После чего архив Каннингема был передан танцевальной коллекции Нью-Йоркской публичной библиотеки исполнительских видов искусства в Линкольн-центре.
По просьбе Каннингема Воган координировал шестимесячное мировое турне «Cunningham Company» в Европе и Азии в 1964 году. В этом турне композитор Джон Кейдж выступал в качестве музыкального директора, а художник Роберт Раушенберг- в качестве дизайнера и режиссера-постановщика, что значительно повысило репутацию компании в танцевальном мире.
В 1988 году, после того как «The Rockettes» наняли первую темнокожую артистку, Воган написал статью для New York Times, где критиковал крупные балетные труппы за то, что они отстают от других типов культурных организаций в предоставлении темнокожим артистам возможностей выступать из-за давних идей о необходимости единообразия среди танцоров на сцене. В своей статье он отметил, что «балетная техника всегда приспосабливалась к человеческим телам во всем их разнообразии».
И Воган, и Каннингем принимали активное участие в проекте «Westbeth Artists Community», организованном обществом сохранения исторического наследия Гринвич-Виллиджа, поскольку именно там располагалась студия. Они дали интервью об этом в 2007 году.

### Театр
Воган активно работал в театре, как на Бродвее, так и за его пределами. С 1958 по 1972 год он сыграл в шести внебродвейских постановках, включая «Фантастикс» и «Приятель», а также создал хореографию для трех постановок. Он также аранжировал музыку для постановки «Вишневый сад». Он дебютировал на Бродвее в 1957 году в постановке «The Country Wife», а затем появился в четырех других постановках, включая передачу "The Boy Friend ", его последнее выступление на Бродвее прошло в 1970 году.

### Кинематограф
В титрах к фильму «Поцелуй убийцы» Стэнли Кубрика (1955 год) Воган значится создателем хореографии, но он также появляется в эпизодической роли. Среди его авторских работ можно выделить фильм 1991 года «Cage/Cunningham», который рассказывает о длительном сотрудничестве Джона Кейджа и Мерса Каннингема, а также «A Tudor Evening with American Ballet Theatre», рассказывающий о хореографии Энтони Тюдора.
Воган организовывал и проводил ежемесячные показы фильмов в Публичной библиотеке исполнительских искусств Нью-Йорка.

### Танцы
Описывая балет Фредерика Аштона «A Wedding Bouquest» (1937 год), Воган использовал слова Гертруды Стайн. В 1968 году он выступил дуэтом с Нэнси Зала для танцевальной труппы Джеймса Уоринга. Выступление вызвало критику Клайва Барнса, который сказал о Вогане: «он возможно, лучший среди плохих певцов в стране». Воган также сыграл Папу Римского, используя фотографии и аудиозаписи в постановке Дэвида Гордона «An Audience With the Pope» (1979 год). В 2016 году он появился в «Brooklyn Touring Outfit’s Co. Venture», где в дуэте с Пеппер Фаянс, директором-основателем «Brooklyn Studios for Dance», рассказал о своей дружбе с Каннингемом. Постановка отправилась на фестиваль «Montreal Fringe».

## Работы
Воган был автором работы «Мерс Каннингем: пятьдесят лет», которую критик Дженнифер Даннинг назвала «наиболее полным портретом хореографа современного танца и его эпохальных работ, какие когда-либо публиковались». Он также написал «Frederick Ashton and His Ballets» и был редактором вместе с Мэри Кларк «The Encyclopedia of Dance and Ballet». Он успел внести свой вклад в представление Королевского балета в Ковент-Гарден. На момент смерти Воган заканчивал книгу о хореографе Джеймсе Уоринге.
Воган также был частым автором журнала «Ballet Review», начиная с его самого первого номера, который вышел в 1965 году.

## Награды
В 2000 году Воган получил премию конгресса по исследованиям танца за выдающиеся достижения в исследования, а в 2001 году — «Bessie Awards» также за значимые достижения. Воган также был лауреатом премии журнала «Dance Magazine» в 2015 году.

## Личная жизнь и смерть
Воган был старшим братом Пола Вогана, журналиста и актера озвучивания ролей, который скончался в 2014 году. Сам Дэвид Воган умер от осложнений рака простаты в своем доме на Манхэттене, Нью-Йорк, в 2017 году.